# Martina DaSilva
Martina DaSilva est une chanteuse, compositrice et arrangeuse de jazz brésilienne. 

## Biographie
Originaire du Brésil, Martina DaSilva grandit à New York. Elle est la fille d'un père brésilien et d'une mère américaine. Elle parle couramment le portugais. Enfant, elle se produit dans des productions locales de théâtre musical, et finit par étudier la musique classique et le jazz à la Fiorello H. LaGuardia High School of Music & Art and Performing Arts, dont elle sort diplômée en 2009, aux côtés notamment de Josh Holcomb, Zack O'Farrill, Adam O'Farrill ou Joanna Sternberg.
Martina DaSilva fréquente tout d'abord l'Université McGill à Montréal, avant de retourner à New York et de terminer son diplôme de premier cycle à la New School for Jazz and Contemporary Music en 2011. Elle étudie avec Andres Andrade, Peter Eldridge et Neal Miner. 
Pendant cette période, elle s'est également fortement impliquée dans le renouveau de la scène jazz de New York, et s'est produite régulièrement dans la ville en tant que cheffe d'orchestre et chanteuse.

## Carrière musicale
Martina DaSilva puise dans les styles du jazz ancien, de l'opéra et de la musique de chambre. En tant qu'Américaine d'origine brésilienne, la chanteuse se passionne également pour l'interprétation des œuvres de compositeurs brésiliens,.  

### The Ladybugs
En 2013, Martina DaSilva fonde le groupe d'harmonie vocale jazz, The Ladybugs, lors d'une rencontre fortuite à l'hôtel Chantelle, dans le Lower East Side de New York. La musicienne remplace une autre chanteuse au restaurant sur le toit de l'hôtel, lorsque le gérant l'invite à se produire régulièrement le dimanche. Bien qu'elle ne dispose pas encore de sa propre formation musicale, elle répond diriger un groupe entièrement féminin des années 1920, et appelé The Ladybugs. Elle rassemble rapidement un groupe, et se produit en tant que seule chanteuse, avant d'être rejointe par Kate Davis. 
Le duo s'accompagne d'un ukulélé et d'une caisse claire, puis intègre les trombonistes Joe McDonough et Rob Edwards, ainsi que d'autres membres à la guitare et à la basse. Kate Davis quitte le groupe pour poursuivre son travail en solo. Elle est remplacée par la chanteuse Vanessa Perea. Le répertoire de The Ladybugs comprend de la musique des années 1920, 1930, 1940 et 1950 ainsi que des chansons tirées de l'héritage latino-américain des deux chanteuses et des classiques de Disney,. 

### Collaborations

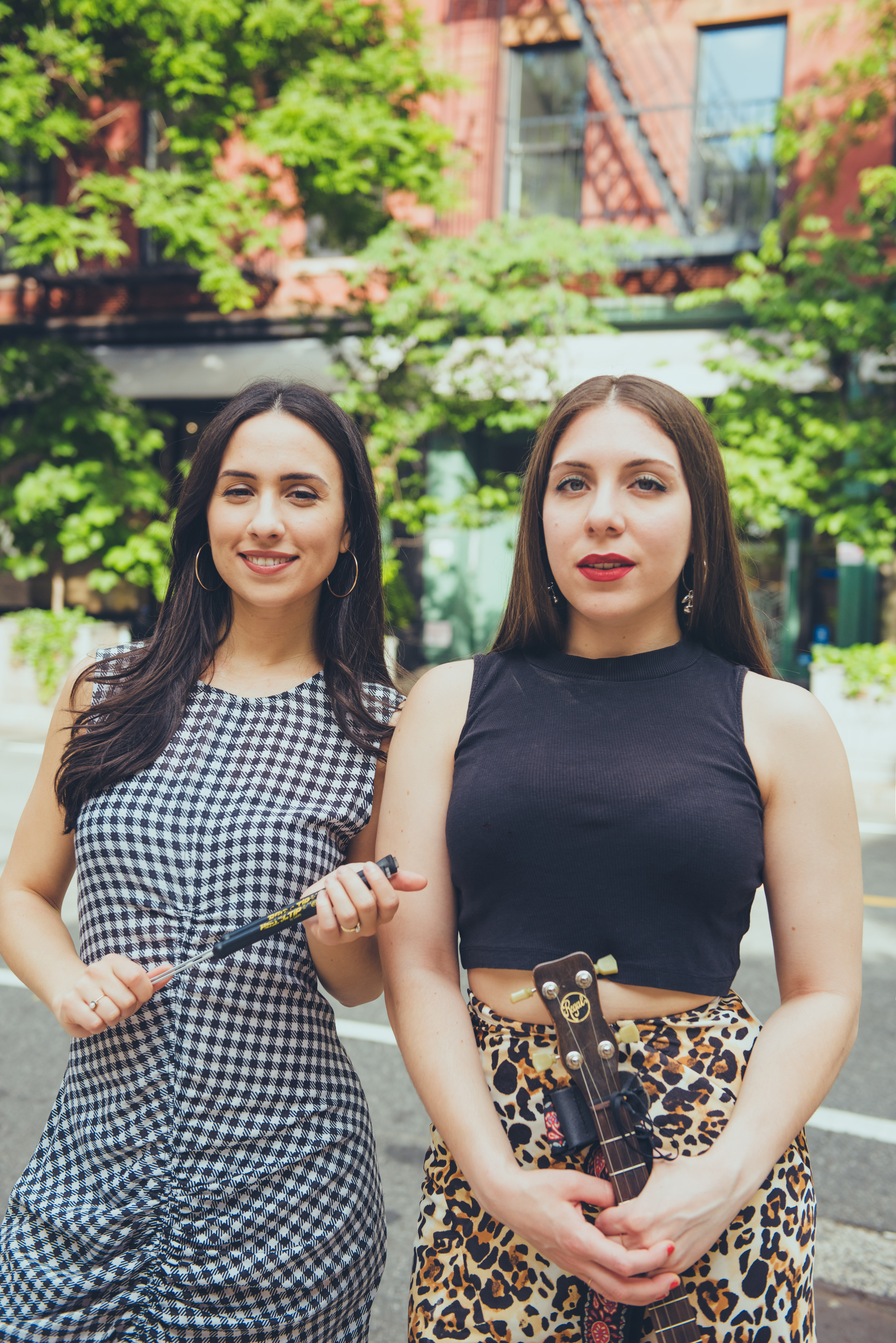
Vanessa Perea et Martina DaSilva, membre du groupe d'harmonie vocale jazz, The Ladybugs, 2015.

En 2018, Martina DaSilva est invitée par Scott Bradlee à rejoindre le groupe de musique américaine Postmodern Jukebox. Le groupe se produit dans le monde entier, et la chanteuse est notamment présente sur le single Beautiful, adapté du titre original de Christina Aguilera,,,,. 
En 2019, la musicienne collabore avec le bassiste acoustique Dan Chmielinski, afin de composer, enregistrer et produire A Very ChimyTina Christmas, un premier album inspiré des fêtes de fin d'année. Le duo s'entoure d'artistes invités tels que Lucas Pino, Ben Wolfe, Joel Ross et Gabe Schnider. L'album comprend notamment la chanson originale Diamonds and Pearls de Martina DaSilva et une reprise vidéo du titre Last Christmas de Wham!,. Ce premier album est salué par la critique et cité dans The New York Times ou encore Rolling Stone Magazine,. 
Martina DaSilva a également travaillé avec les musiciens Jon Batiste, Ricky Alexander, Gunhild Carling, Russell Hall ou Bria Skonberg. Elle est régulièrement invitée et collaboratrice musicale pour le Fireside Mystery Theatre, un podcast spécialisé dans les représentations théâtrales historiques. Elle s'est également produite à différentes reprises avec la troupe de théâtre immersif, Little Cinema. 

## Reconnaissance
En 2015, Martina DaSilva est désignée comme l'une des chanteuses de jazz les plus remarquables de sa génération dans un article publié par Vanity Fair.

## Discographie

### Albums solo
- 2021 : LIVING ROOM 1, La Reserve Records

### The Ladybugs
- 2015 : The Ladybugs, Independant
- 2017 : Blue Christmas, Independant
- 2019 : Songs We Love: Volume 1, Independant

### Collaborations
- 2019 : A Very ChimyTina Christmas de Martina Dasilva et Dan Chmielinski, Outside in Music
- 2020 : Chimytina and Chill de Martina Dasilva et Dan Chmielinski, Martina DaSilva
- 2021 : Martina & Casey, Martina Dasilva et Casey Abrams, La Reserve Records